# Utricularia longifolia
Utricularia longifolia este o specie de plante carnivore din genul Utricularia, familia Lentibulariaceae, ordinul Lamiales, descrisă de Gardn.. Conform Catalogue of Life specia Utricularia longifolia nu are subspecii cunoscute.